# Argolibio (lugar)
Argolibio (Argolibiu en asturiano y oficialmente) es lugar de la parroquia de Argolibio en el concejo asturiano de Amieva, en España.
El lugar de Argolibio se halla a 340 metros de altitud, en la vertiente izquierda del río Sella. En él viven 41 personas y se encuentra a 8 kilómetros de Sames, la capital del concejo.